# بار (راینلاند-فالتس)
بار (به آلمانی: Baar) یک منطقهٔ مسکونی در آلمان است که در ماین-کبلنتس واقع شده‌است. بار ۸۰۹ نفر جمعیت دارد.